# جنت ماک
جنت ماک (به انگلیسی: Janet Mock) (متولد ۱۰ مارس ۱۹۸۳) نویسنده، فعال حقوق افراد تراجنسیتی و پدیدآور اهل ایالات متحده آمریکا است.
او یک زن ترنس است.